# Ковињи
Ковињи (фр. Cauvigny) насеље је и општина у североисточној Француској у региону Пикардија, у департману Оаза која припада префектури Бове.
По подацима из 2011. године у општини је живело 1458 становника, а густина насељености је износила 83,31 становника/km². Општина се простире на површини од 17,5 km². Налази се на средњој надморској висини од 110 метара (максималној 208 m, а минималној 67 m).

## Демографија
| 1962. | 1968. | 1975. | 1982. | 1990. | 1999. | 2011. |
| ----- | ----- | ----- | ----- | ----- | ----- | ----- |
| 710   | 759   | 743   | 933   | 1.107 | 1.199 | 1.458 |

График промене броја становника у току последњих година